# Liste de records du monde du relais masculin 3 000 mètres en patinage de vitesse sur piste courte
Cette page contient l'historique des records du monde du relais masculin 3 000 m en patinage de vitesse sur piste courte tels qu'ils sont reconnus par l'Union internationale de patinage.
| Pays         | Participants                                          | Temps          | Date            | Lieu      |
| ------------ | ----------------------------------------------------- | -------------- | --------------- | --------- |
| Corée du Sud | Kim Do-kyoum Kim Joon-chun Lee Hyo-been Park Se-yeong | 4 min 0 s 649  | 25 février 2012 | Melbourne |
| Chine        | Ma Wei Ren Ziwei Xu Hongzhi Yu Wei                    | 3 min 59 s 809 | 31 janvier 2016 | Sofia     |
| Corée du Sud | Moon Won-jun Park Noh-won Kim Si-un Jung Hok-young    | 3 min 57 s 047 | 29 janvier 2017 | Innsbruck |